# Директория (Франция)
Директория (полностью Исполнительная директория; фр. Directoire exécutif) — высший орган государственной власти первой Французской республики по Конституции III года во время заключительного периода Великой французской революции в 1795—1799 годах.
Директория представляла собой коллективного главу государства в лице пяти директоров, избиравшихся Советом старейшин из кандидатов выдвигавшихся Советом пятисот.

## Конституция III года

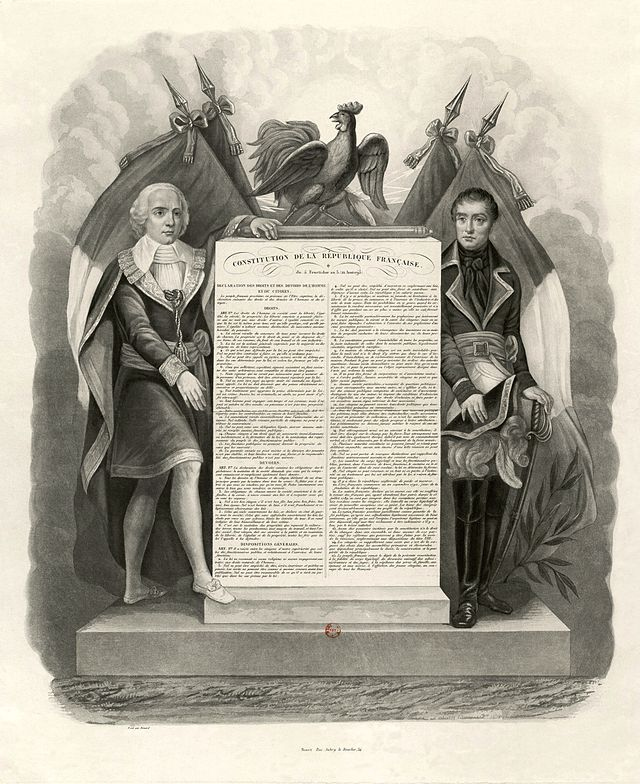
Constitution de la République Française du 5 Fructidor l’an III (22 août 1795)

Новая Конституция III года создалa Директорию (фр. Directoire) и первый двухпалатный законодательный орган в истории Франции. Конституция вернулась к различию между «активными» и «пассивными» гражданами. Всеобщее избирательное право, установленное в 1793 году, было заменено ограниченным цензовым избирательным правом. Новая конституция вернулась к принципам конституции 1791 года. Принцип равенства подтверждался, но в пределах гражданского равенства. Многочисленные социальные права конституции 1793 года — право на труд, социальное страхование, всеобщее образование — были исключены. Конвент определял права граждан республики и одновременно отвергал как привилегии старого порядка, так и социального равенства. Только граждане старше двадцати пяти лет, платившие налог на доход от двухсот дней работы, имели право быть выборщиками. Этот избирательный орган, который и имел реальную выборную власть, состоял из 30 000 человек в 1795 году, вдвое меньше, чем в 1791. Руководствуясь недавним опытом якобинской диктатуры, республиканские институты были созданы для защиты от двух опасностей: всемогущества исполнительной власти и диктатуры.
Был предложен двухпалатный законодательный орган в качестве меры предосторожности против радикальных политических решений: Совет пятисот (фр. Conseil des Cinq-Cents) с правами предлагать законы и Совет старейшин (фр. Conseil des Anciens), 250 сенаторов, с полномочиями принимать или отклонять предложенные законы. Исполнительная власть должна была быть разделена между пятью директорами, выбранными Советом старейшин из списка, составленного Советом пятисот. Один из директоров, определённый по жребию, переизбирался каждый год с возможностью переизбрания через пять лет. В качестве одной из практических мер предосторожности не разрешалось нахождение войск в 60 милях от места заседаний ассамблеи и она могла избрать другое место заседаний в случае опасности. Директория по-прежнему сохраняла большую власть, в том числе чрезвычайные полномочия над свободой прессы и свободу ассоциаций в случае экстренной необходимости. Поправки к конституции должны были проходить через сложную систему принятия с целью добиться стабильности и процедура принятия могла длиться до девяти лет.
Выборы депутатов одной трети обеих палат должны были происходить ежегодно. Но как сделать так, чтобы новый выборный орган не мог изменить конституцию, как это случилось с Законодательным собранием? Термидорианцы оговорили это 5 фрюктидора (22 августа 1795) по итогам голосования за постановление о «формировании нового законодательного органа». Статья II предусматривала: «Все члены настоящего Конвента имеют право быть переизбранными. Собрания выборщиков не могут принять меньше, чем две трети из них для сформирования новых законодательных органов». Это был знаменитый закон двух третей.

## Провал стабилизации (1795—1797)
Успех политики стабилизации режима и революции зависел от нахождения решения основных проблем, унаследованных от термидорианского периода: войны с первой коалицией и внутренними экономическими и финансовыми проблемами. Заключённые в узкие границы республики с ограниченным избирательным правом, исключая и народ и аристократию, термидорианцы применяли все меры предосторожности против диктатуры исполнительной власти, что не оставляло никакой другой альтернативы, кроме слабого государства или обращения к армии.

### Первая директория
6 брюмера 741 депутат занял свои места. 243 из них старше 40 лет, по жребию, составили Совет старейшин, а остальные — Совет пятисот. Членам Конвента, благодаря указу о двух третях, удалось избежать фиаско, но они явно были в проигрыше. Тем не менее, 394 из них были выбраны в силу указа о двух третях. Как было предусмотрено, остальные 105 должны были быть «добавлены». Тем не менее в новую треть вошли только четыре бывших депутата конвента.

Жан-Франсуа Ребелль

Главными проигравшими являлись остатки монтаньяров, было избрано всего 64 «прогрессивных» депутата, в том числе Одуин, Пултье и Марбо. С другой стороны количество избранных реакционных депутатов оказалось впечатляющим: 88 из них держались откровенно абсолютистских взглядов, а 73 других — конституционного монархизма. И наконец, как показатель сокрушительного поражения уходящим депутатам конвента, было появление призраков из прошлого: бывших членов Учредительного и Законодательного собраний.
Большинство парламентариев принадлежали умеренному лагерю: термидорианская партия и другие правые республиканцы составили блок из 381 депутата. Решительные противники как террора, так и реставрации, им удалось удержаться у власти и они вовсе не были намерены от неё отказываться. Режим, установленный в III году, не был парламентским, но без широкой базы «вечные», как их стали называть, в конечном счете рисковали лишиться своей гегемонии.
Совет пятисот составил список кандидатов в члены Директории из пятидесяти имён, включавший Сийеса, Барраса, Рёбелля, Ларевельер-Лепо, Летурнера и сорок пять непримечательных депутатов. Но Сийес отозвал свою кандидатуру и Карно был выбран вместо него. Директора разделили свои задачи в соответствии со своими пожеланиями и своим опытом. Пять директоров, все голосовавшие за казнь короля, принадлежали к термидорианцам, монополизировавшим власть в предыдущем Национальном конвенте. Но разные темпераменты и политические амбиции директоров означали, что их соправление будет трудным.

### Заговор Равных

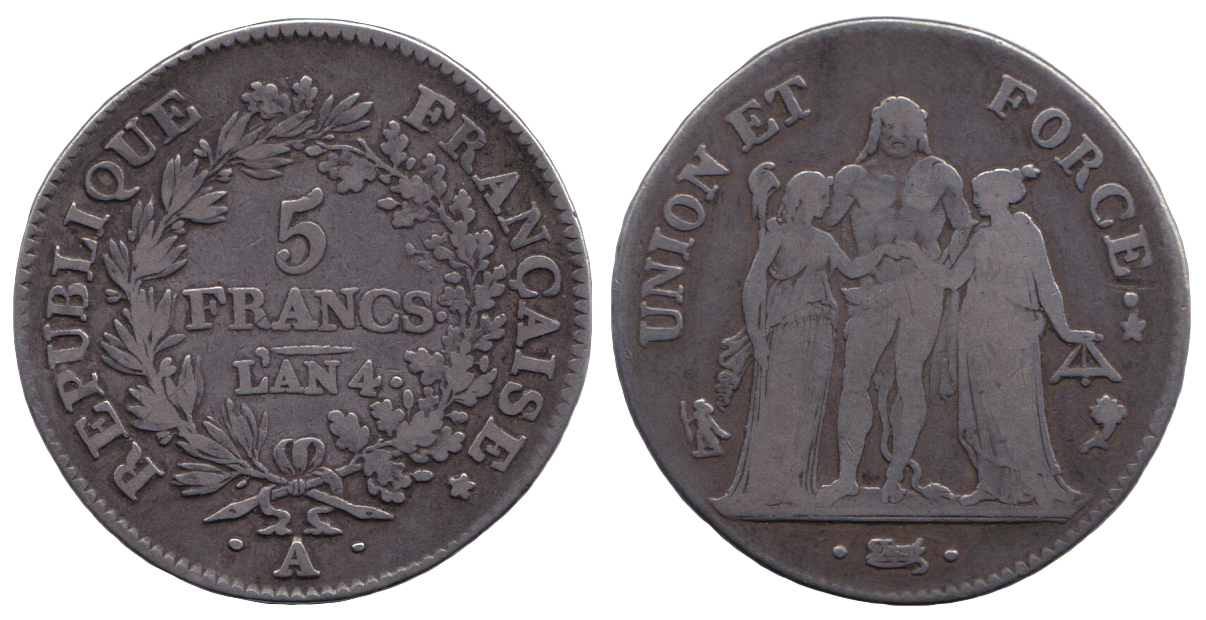
Серебряная монета в пять франков, Директория. Первый год чеканки (LAN’4).

Буквально в тот момент, когда Директория только приступила к своей деятельности, инфляция достигла завершающей стадии: 100-франковый ассигнат стоил 15 су и цены росли ежечасно. За четыре месяца выпуск бумажных денег увеличился в два раза и достиг 39 миллиардов. Бумажные деньги печатали каждую ночь для использования на следующий день. 30 плювиоза, год IV (19 февраля 1796), выпуск ассигнатов был прекращён. Правительство решило вновь вернуться к звонкой монете. Результатом была растрата большей части оставшегося национального достояния в интересах спекулянтов.
Зима была страшная, тем более, что крестьяне прекратили поставки и рынки оставались пустыми. В сельской местности бандитизм распространился настолько, что даже мобильные колонны Национальной гвардии и угроза смертной казни не приводили к улучшению. В Париже многие бы умерли от голода, если бы Директория не продолжила распределение продовольствия, но как и в IV году было зарегистрировано более 10 тысяч голодных смертей в одном только департаменте Сена. Это привело к возобновлению якобинской агитации. Но на этот раз якобинцы прибегли к заговорам, и правительство опять начало старую термидорианскую политику качелей.

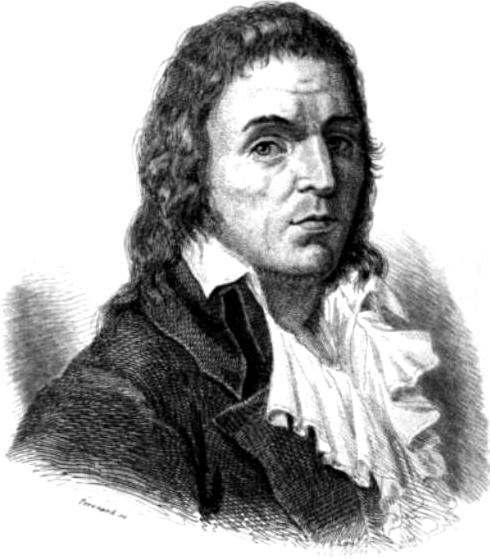
Гракх Бабеф

Именно на этом фоне Гракх Бабёф организовал свой заговор Равных. Бабёф, ещё начиная с 1789 года, обращался к т. н. аграрному закону или общему обмену товаров как средству достижения экономического равенства. К моменту падения Робеспьера он отказался от этого, как от непрактичной схемы, и двигался в направлении более комплексного плана коллективной собственности и производства. Это всё ещё было его конечной целью, когда зимой 1795-96 он вступил в соглашение с группой бывших якобинцев и «террористов» с целью свержения Директории силой. Движение было организовано в виде ряда концентрических уровней: был внутренний повстанческий комитет (Тайная директория общественного спасения), состоящий из небольшой группы, которая была полностью проинформирована о целях заговора; за ней группа сочувствующих, экс-якобинцев и другие, в том числе старые противники Робеспьера Амар и Ленде. И, наконец, уцелевшие активисты Парижа — в общем, количество вовлечённых в заговор исчислялось Бабёфом в 17 000. План был оригинален, а бедность парижских предместий была ужасающей, но санкюлоты, деморализованные и запуганные после прериаля, не откликнулись на призывы заговорщиков.
Заговор был раскрыт Лазаром Карно. В ночь с 23 на 24 фрюктидора (9-10 сентября 1796) бабувисты пытались склонить на свою сторону солдат лагеря Гренель, которыми командовал полковник Жак Мало, для чего вооружённой толпой в 500—600 человек явились в их лагерь. Однако полковник Мало не поддался на увещевания заговорщиков. Завязался бой, в результате которого сто тридцать один человек из числа заговорщиков были арестованы, тридцать расстреляны на месте, остальные бежали. Соратники Бабёфа были привлечены к суду, Бабёфа и Дартэ гильотинировали через год.
Ещё раз маятник качнулся вправо, на этот раз с массовым притоком роялистов в парламент.

### Завоевания

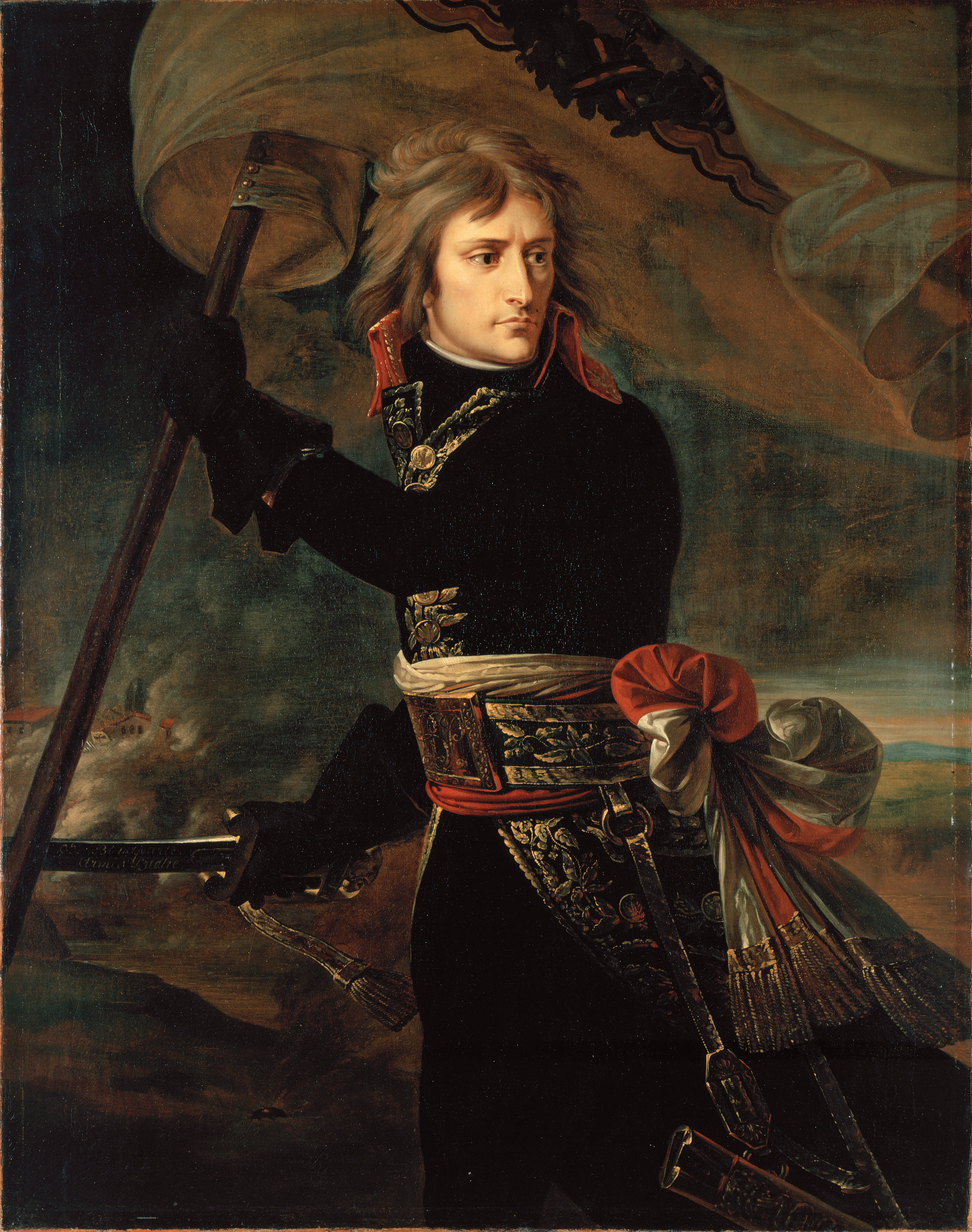
Наполеон на Аркольском мосту (Гро, Антуан)

После заключения мира с Пруссией и Испанией в составе первой коалиции оставались только две державы — Англия и Австрия. Нанести удар по Англии республика была не в состоянии, оставалось сломить Австрию. Весной 1796 для этого предполагалось развернуть операции на Рейне и Дунае. По плану, составленному Карно, рейнская и мозельская французские армии под начальством генерала Моро должны были действовать заодно с самбро-маасской, предводимой Журданом, проникнуть двумя колоннами по обоим берегам Дуная внутрь Германии и соединиться под стенами Вены с итальянской армией, вверенной Бонапарту. Первоначальные действия французских войск, переправившихся через Рейн, велись блистательно; австрийцы были оттеснены на всех пунктах, и уже в конце июля герцог Вюртембергский, маркграф Баденский и весь Швабский округ вынуждены были заключить отдельный мир, заплатив Франции 6 миллионов ливров контрибуции и уступив ей множество владений на левом берегу Рейна. В августе примеру их последовали Франконский и Верхнесаксонский округа, так что вся тягость войны пала на одну Австрию.

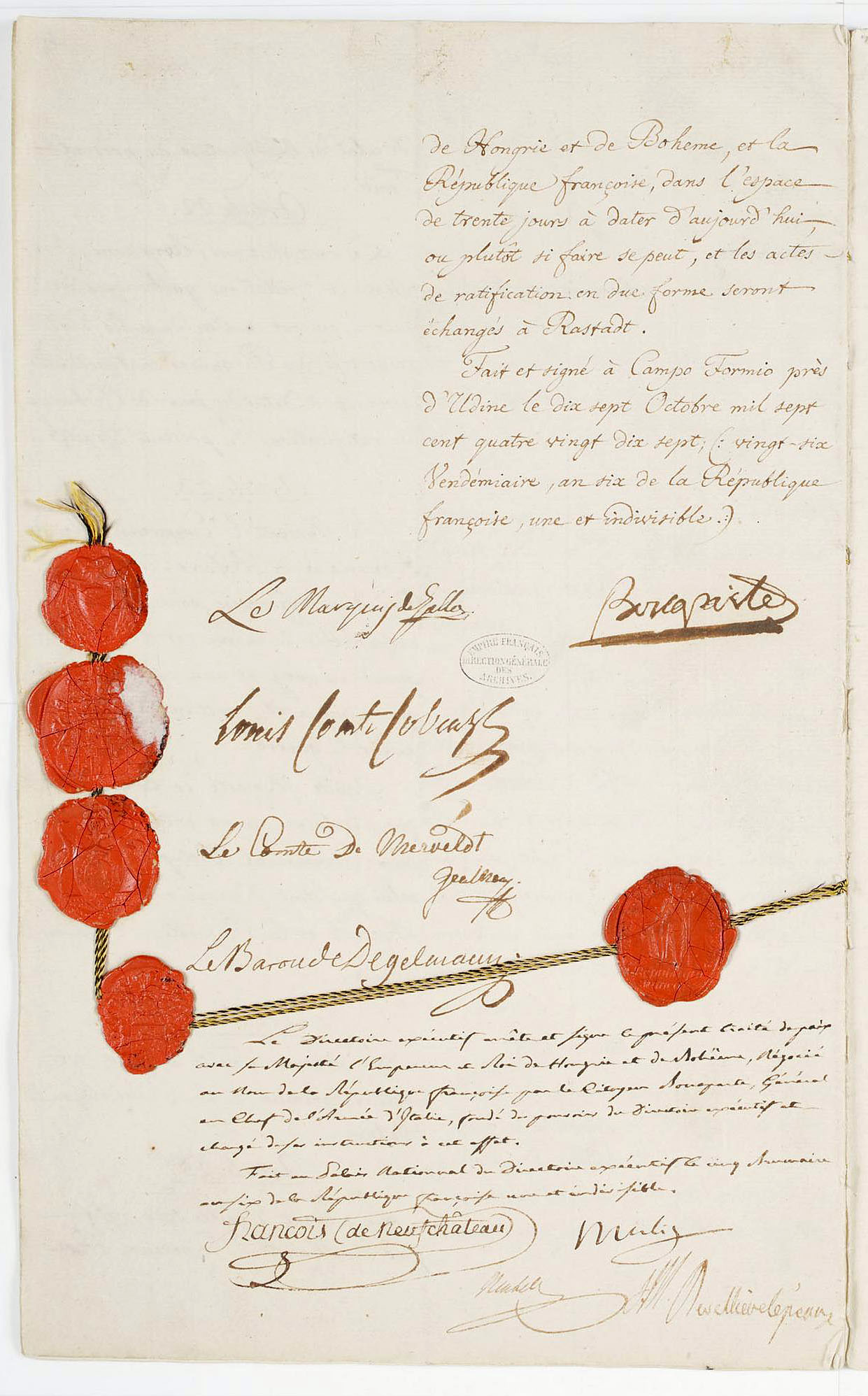
Кампо-Формийский мир

Однако Бонапарт своими успехами в Италии сделал свой фронт главным в кампании 1796—1797 годов. Перейдя Альпы по так называемому «карнизу» приморской горной гряды под пушками английских судов, Бонапарт 9 апреля 1796 года вывел свою армию в Италию. В ослепительной кампании последовали ряд побед — Лоди (10 мая 1796), Кастильоне (15 августа), Арколе (15-17 ноября), Риволи (14 января 1797). Первый итальянский поход Бонапарта завершился блестящим успехом и вызвал первые трения с Директорией. Она по-прежнему считала Италию второстепенным театром военных действий. Главной целью ставилось присоединение левого берега Рейна и наступление рейнских армий на Вену.
Но Бонапарт не хотел уступать пальму первенства своим соперникам — командирам рейнским армий Гошу и Моро. Он заботился не о левом береге Рейна, а торопился самостоятельно заключить мир с Австрией и закрепить свои завоевания. Не дожидаясь санкции Директории, 17 октября в Кампо-Формио был заключён мир с Австрией, закончивший Войну Первой коалиции, из которой Франция вышла полной победительницей, хотя Великобритания продолжала воевать. Австрия отказалась от Нидерландов, признала границей Франции левый берег Рейна и получила часть владений уничтоженной Венецианской республики.
7 декабря 1797 года Бонапарт прибыл в Париж, а 10 декабря был триумфально встречен Директорией в полном составе в Люксембургском дворце. Несметная толпа народа собралась у дворца, самые бурные крики и рукоплескания приветствовали Наполеона, когда он прибыл к дворцу. Мир Кампо-Формио был подписан после 18 фрюктидора, события, вернувшего революционной республике чрезвычайные меры внутри страны и триумф в войне с Европой; террор и победа — парадоксальная комбинация с распределением ролей, Баррас — в первой и Бонапарт — во второй.

### Установление диктатуры

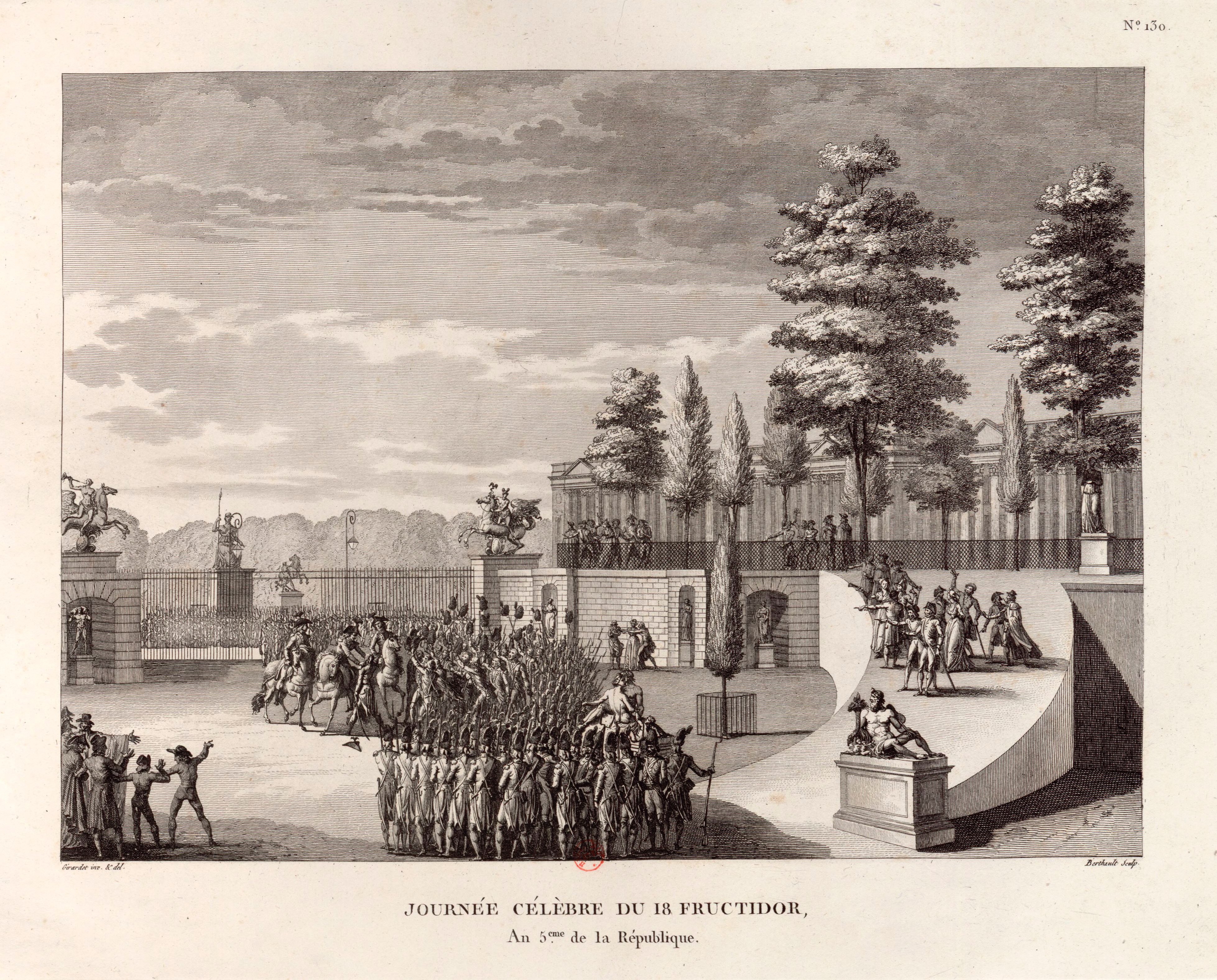
Переворот 18 фрюктидора

Согласно конституции первые выборы трети депутатов, в том числе и «вечных», в жерминале V года (март-апрель 1797), оказались большим успехом для монархистов. Республиканцы были разгромлены во всех, кроме десятка департаментов. Всего одиннадцать бывших депутатов конвента были переизбраны, и даже среди них некоторые были роялистами. Республиканское большинство термидорианцев исчезло. В советах пятисот и старейшин большинство принадлежало противникам Директории. Председателем Совета пятисот был избран монархист генерал Пишегрю, а Совета старейшин — Мабуа. Закон 3 брюмера IV года был отменён. Все амнистированные «террористы» лишались права занимать общественные должности. Законодательство против неприсягнувших священников было приостановлено. Началось массовое возвращение эмигрантов.
Между тем, ободренные пассивностью директоров, правые в Законодательном корпусе решили выхолостить власть Директории, лишив её финансовых полномочий. Карно, один из директоров, следуя конституции, пытался найти компромисс. Когда большинство директоров решилось действовать, конфликт между Директорией и Законодательным корпусом вступил в решающую фазу. В отсутствие указаний в Конституции III года по вопросу возникновения такого конфликта, он мог быть решён одним из двух способов: либо обратиться к народу по линиям II года, либо прибегнуть к армии, что, согласно своей природе, режим и избрал. Пример республиканца, генерал Гош, был назначен в военное министерство — тем более, что его самбро-маасская армия уже в течение десяти дней маршировала на Париж, что было нарушением 60-мильной зоны.
Бонапарт и Гош поддерживали Директорию; происходило это до заключения Кампо-Формийского мира и приход к власти роялистов ставил под угрозу французские завоевания в Италии. Бонапарт направил генерала Ожеро, чтобы принять командование внутренними войсками Франции. Депутаты поняли опасность и попытались сформировать батальоны Национальной гвардии из зажиточных секций Парижа. Но было поздно. 18 фрюктидора V года (4 сентября 1797), Париж был помещен на военное положение. Сопротивления не было никакого, и декрет Директории объявлял, что все, кто призывает к реставрации монархии, будут расстреляны на месте. В Париже были расклеены плакаты с перепиской Пишегрю с эмигрантами, захваченной Бонапартом в Италии. Карно и Пишегрю бежали. В 49 департаментах выборы были аннулированы, 177 депутатов были лишены полномочий, а 65 были приговорены к «сухой гильотине» — депортации в Гвиану, 42 газеты закрыты и репрессивные меры против эмигрантов и священников вновь введены в действие. Эмигрантам, вернувшимся самовольно, было предложено в двухнедельный срок покинуть Францию под угрозой смерти.

## Закат Республики (1797—1799)
Переворот 18 фрюктидора является поворотом в истории режима, установленного термидорианцами; это положило конец конституционному и относительно либеральному эксперименту. Вторая директория, как это стали называть, прибегла к чрезвычайным силовым мерам в подавлении своих противников. Но если власть Второй директории и держалась на репрессивных методах, то они никогда не были столь же кровавыми, как при правлении монтаньяров; угроза извне не была так остра, и гражданская война в большей мере подавлена. С установлением Континентального мира, Директория смогла уделить больше внимания внутренней политике, но всё же не преуспела в завоевании общественной популярности и одобрения.

### Вторая директория
Директория попыталась консолидировать победу во фрюктидоре. Два новых директора были выбраны вместо Карно и Бартелеми — Мерлин и Франсуа Нёфшато. Конфликт стимулировал вопросы по реформе конституции — право роспуска советов, ежегодные выборы в военное время — но дальше вопросов дело не пошло.
Весной 1798 предстояли очередные выборы. Так как посты отстранённых депутатов не были замещены, предстояло избрать 473 депутата — почти 2/3 состава советов. Подавление правых давало преимущество левым. Агитация экс-якобинцев усилилась. Циркулировались списки, в которых в числе выборщиков и депутатов фигурировали имена бывших членов робеспьеристского Комитета общественного спасения Ленде и Приера из Марны, якобинцев Друэ, Паша.
В результате якобинцы победили в своих старых зонах влияния — Пиренеи, центр Франции, Норд, Сартр и Сене. В общем, около сорока департаментов голосовало за левых, пять — за монархистов и остальные более-менее поддерживали правительство. Напуганная призраком возрождения якобинизма, Директория совершила очередной поворот вправо. Советам прежнего состава предоставили право утвердить списки вновь избранных. В 26 департаментах вместо одного собрания выборщиков создавали два и Директория выбирала «выгодных» ей депутатов. По закону 22 флореаля VI года (11 мая 1798) 106 депутатов не были утверждены.
Таким образом Директория сумела образовать поддерживающее её большинство. Платой была ещё большая дискредитация режима. Оставшиеся в советах депутаты как слева, так и справа, были настроены на любые компромиссы, лишь бы отомстить Директории.

### Экспансия

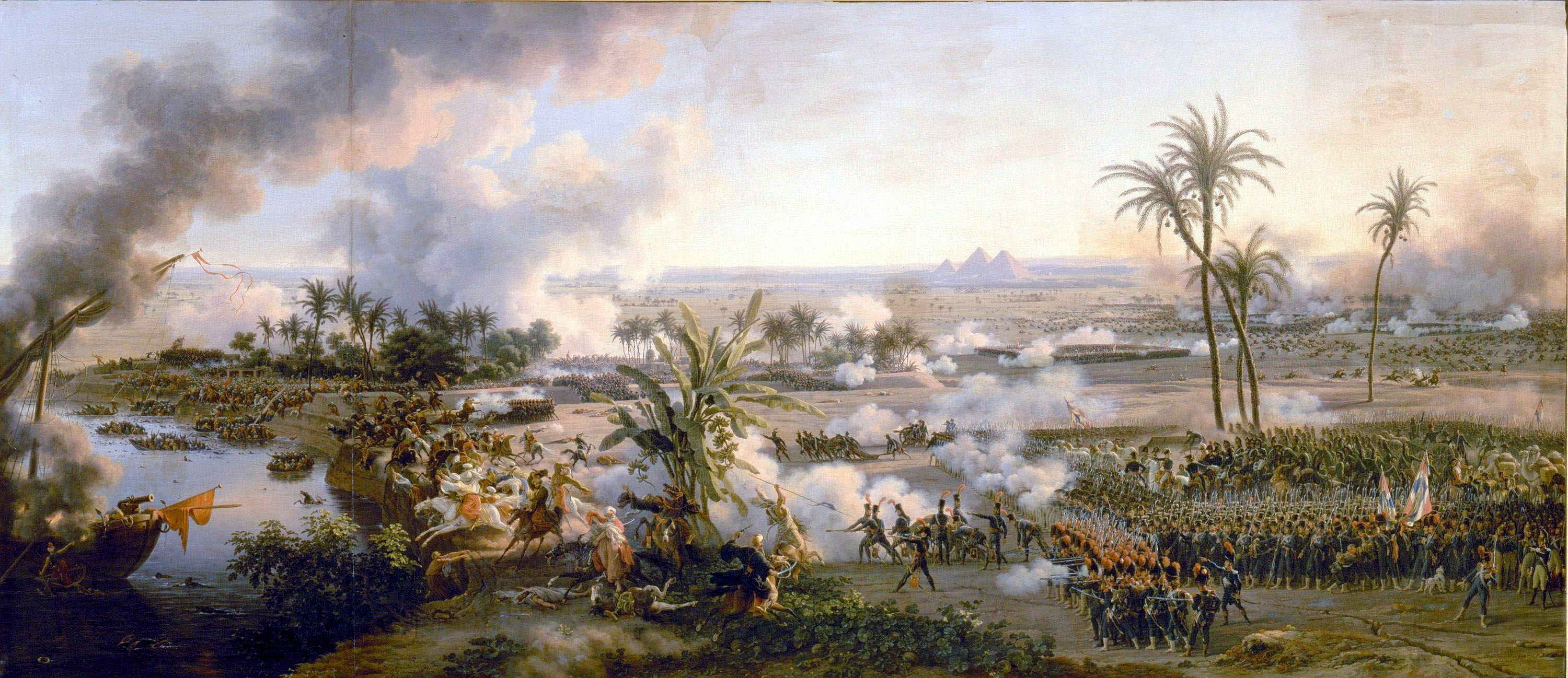
Битва у пирамид, Луи-Франсуа Лежен (1808)

После договора Кампо-Формио только Великобритания противостояла Франции. Вместо концентрации своего внимания на оставшемся противнике и поддержания мира на континенте, Директория начала политику континентальной экспансии, уничтожившей все возможности стабилизации в Европе. Теперь Франция окружила себя «дочерними» республиками, сателлитами, политически зависимыми и экономически эксплуатируемыми: Батавская республика, Гельветическая республика в Швейцарии, Цизальпинская, Римская и Партенопейская (Неаполитанская) в Италии.
Были составлены планы вторжения на Британские острова под командованием Бонапарта, но 23 февраля 1798 он предоставил доклад, что проект неосуществим. Тогда было решено обратиться к британским позициям на Востоке. Последовал египетский поход, который добавил к славе Бонапарта. Однако, когда он установил свою власть над Египтом, армия оказалась блокированной и флот был уничтожен во время битвы при Абукире. Бонапарт попытался прорвать блокаду, начав поход в Сирию, но провал осады крепости Сен-Жан д’Акр в мае 1799 года ставит крест на этой попытке.
Весной 1799 война становится всеобщей. Вторая коалиция объединила Британию, Австрию, Неаполь и Швецию. Египетский поход привёл Турцию и Россию в её ряды. Турция пропустила русский флот через проливы для высадки войск в Италии, и Австрия разрешила проход через её территорию. Нехватка средств была решена в Лондонском договоре (29 декабря 1797). Россия получала изначально 225 000 фунтов и 75 000 ежемесячно. Военные действия начались для Директории крайне неудачно. Уже в апреле 1799 русско-австрийские войска вошли в Милан. Вскоре Италия и часть Швейцарии были потеряны и республике пришлось оборонять свои «естественные» границы. Австрийцы начали действовать в Швейцарии. Под угрозой оказалась и Батавская республика — в августе англо-русские войска высадились в Хелдере с целью наступления на Бельгию и северную Францию. Как и в 1792-93 гг. Франция оказалась под угрозой вторжения.

### Последнее усилие
Опасность пробудила национальную энергию и последнее революционное усилие. На очередных выборах весной 1799 года прошёл ряд левых депутатов, и Директория на этот раз не решилась на новый переворот. В этот раз его совершили обновлённые советы пятисот и старейшин. Жертвой стала сама Директория. 30 прериаля VII года (июнь 18, 1799) советы переизбрали членов Директории, приведя «настоящих» республиканцев к власти и провели меры, в некоторой мере напоминавшие меры II года. Из её состава по жребию вышел наиболее энергичный её член — Ребелль, на его место был выбран Сийес. Членов Директории заставили уйти в отставку, ряд министров был замещён. По предложению генерала Журдана был объявлен призыв пяти возрастов. Был введён принудительный заём на 100 млн франков. 12 июля был принят закон о заложниках из числа бывших дворян.
Страх перед возвращением даже тени робеспьеризма и привёл к финальному решению покончить раз и навсегда с возможностью повторения монтаньярской диктатуры. В то же время военные неудачи стали поводом попыток роялистских восстаний на юге и нового движения в Вандее.
К этому времени военная ситуация изменилась. Сам успех коалиции в Италии привёл к изменению планов. Было решено перебросить австрийские войска из Швейцарии в Бельгию и заменить их русскими войсками с целью вторжения во Францию. Переброска была произведена настолько плохо, что позволила французским войскам вновь занять Швейцарию и разбить противников по частям. Корпус Корсакова был разбит при Цюрихе — все усилия перехода через Альпы армией Суворова оказались напрасными, а победа Брюна при Бергене принудила англо-русские войска оставить Голландию.

### Свержение

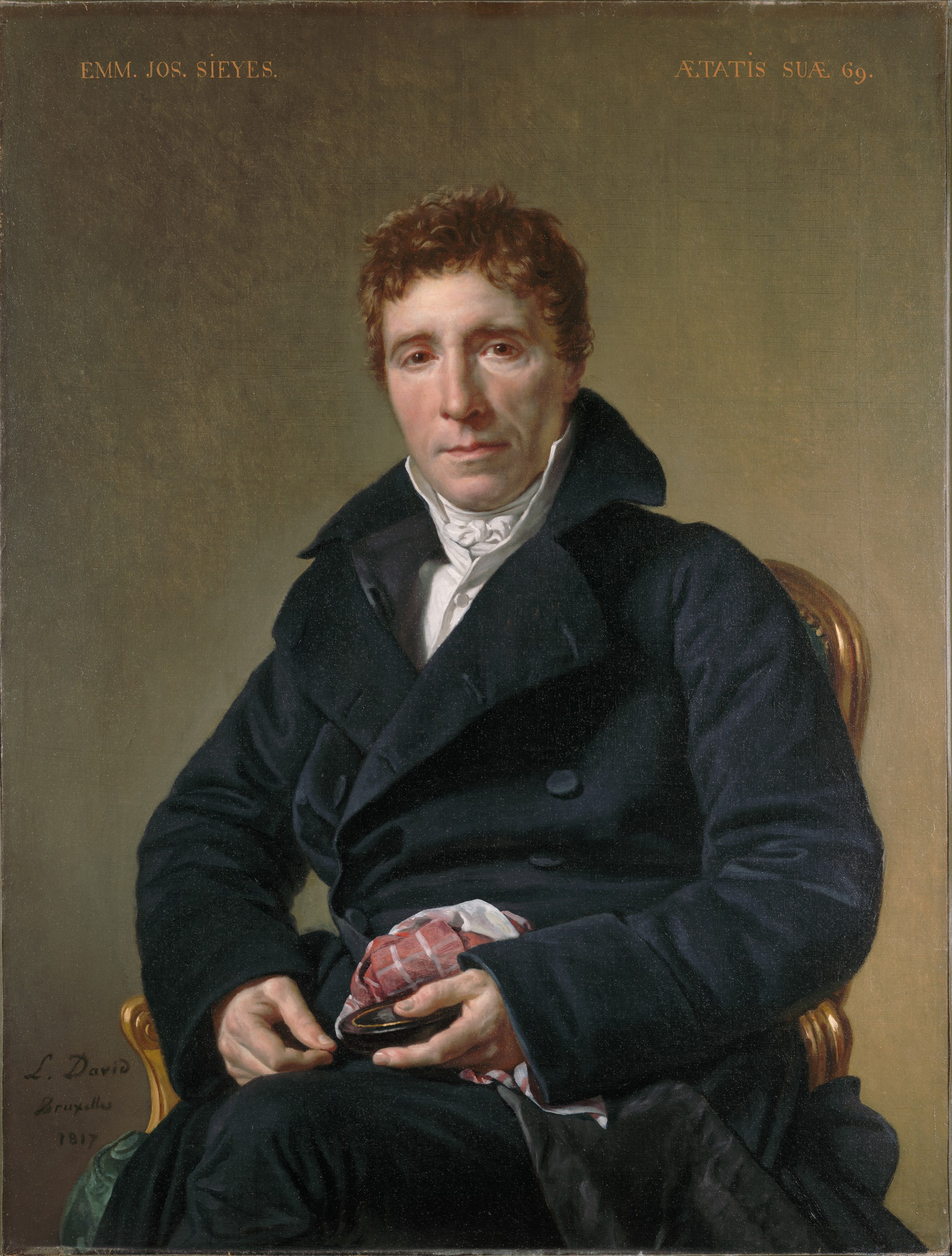
Эммануэль-Жозеф Сийес

Кризис был предотвращён, но ежегодные выборы приносили неопределённость вместо стабильности. Ещё со времени 18 фрюктидора стало складываться мнение о необходимости пересмотра конституции. Но легально конституцию было почти невозможно изменить, а в приближающихся новых выборах на это не оставалось и времени. Именно в этой тревожной обстановке брюмерианцы, как они были названы позже, среди них Сийес, Фуше и Талейран, планируют ещё один, более решительный, переворот. Ещё раз, как и во фрюктидоре, нужно призвать армию, чтобы произвести чистку ассамблеи, но на этот раз ассамблея должна быть с республиканским большинством. Заговорщикам была нужна «сабля». Они обратились к республиканским генералам. Бернадоту не доверяли; Ожеро и Журдан были исключены в связи с их якобинскими наклонностями; Моро подходил, но отказался, а Жубер был убит при Нови. В этот момент пришло известие о возвращении во Францию Бонапарта.
От Фрежюса до Парижа Бонапарта приветствовали как спасителя. На каждом этапе его пути представители местных властей воздавали ему различные почести, восторженные толпы приветствовали генерала, которого сама судьба послала чтобы спасти Францию от вторжения. Приехав в Париж 16 октября 1799 года, он немедленно нашёл себя в центре политических интриг. Брюмерианцы обратились к нему как к человеку, который хорошо подходил им по его популярности, военной репутации, амбициям и даже по его якобинскому прошлому.

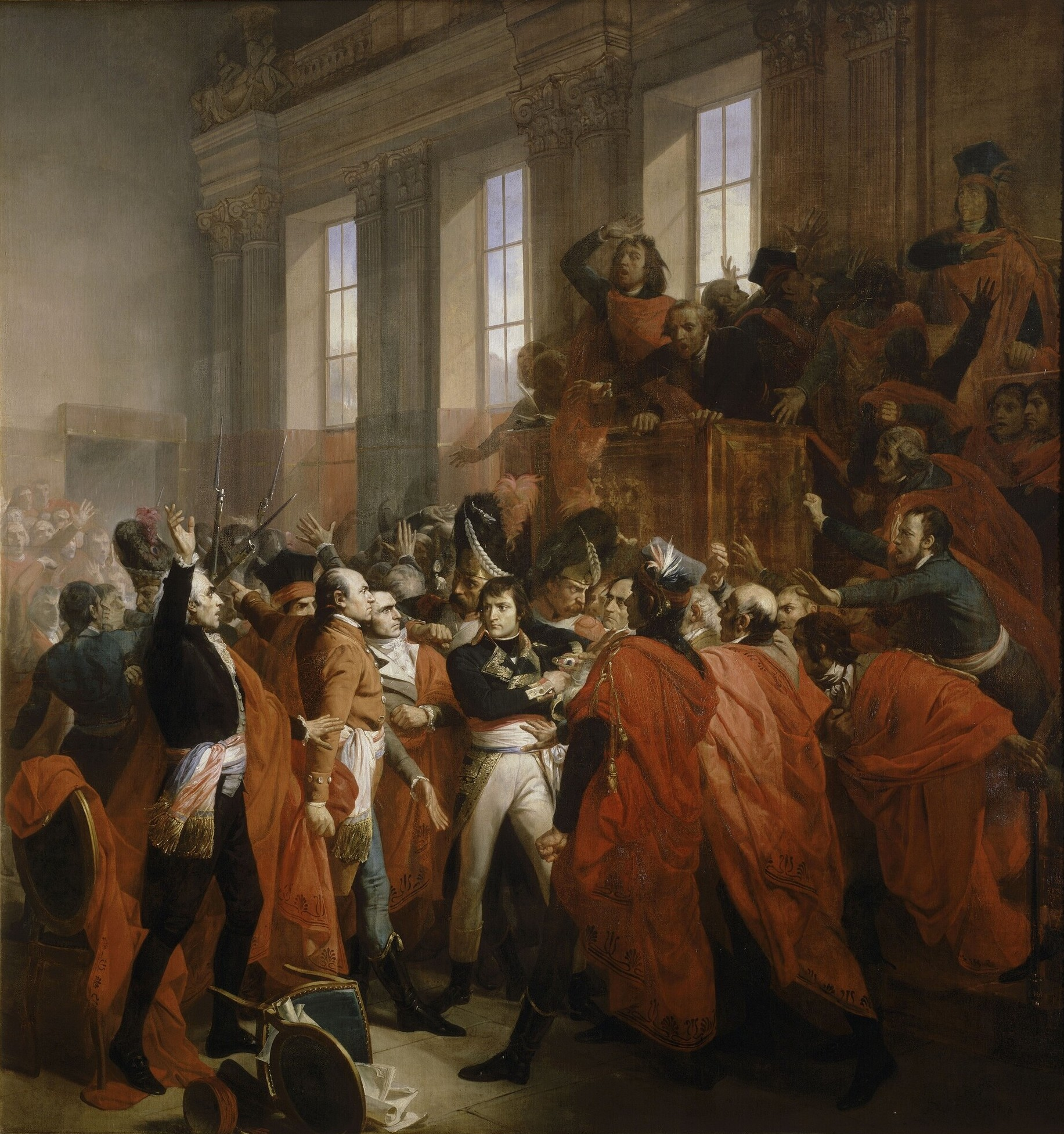
Генерал Бонапарт в Совете пятисот (Бушо, 1840)

Играя на страхах «террористического» заговора, брюмерианцы убедили советы встретиться 10 ноября 1799 в пригороде Парижа, Сен-Клу; этим же декретом для подавления «заговора» Бонапарт назначался командующим 17-й дивизией, расположенной в департаменте Сены. Тем временем в Париже, по плану, двое директоров, Сийес и Дюко, сами заговорщики, подали в отставку, а третьего, Барраса, к ней принудили: нужно было уничтожить существовавшую в то время исполнительную власть — с выходом в отставку трёх членов директория не могла более действовать. Остальные два директора (Гойе и Мулен) были взяты под стражу. В Сен-Клу Наполеон объявил Совету Старейшин, что Директория самораспустилась и о создании комиссии по новой конституции. Совет Пятисот трудно было так легко убедить, и, когда Бонапарт вошёл без приглашения в палату заседаний, раздались крики «Вне закона! Долой диктатора!» Наполеон потерял самообладание, но его брат Люсьен спас ситуацию, вызвав гвардию в зал заседаний.
Совет пятисот был разогнан, Директория распущена, и все полномочия были возложены на временное правительство из трёх консулов — Сийеса, Роже́ Дюко́ и Бонапарта. Слухи, пришедшие из Сен-Клу вечером 19 брюмера, совершенно не удивили Париж. Военные неудачи, с которыми смогли справиться только в последний момент, экономический кризис, возвращение гражданской войны — все это говорило о неудаче всего периода стабилизации при Директории. Бонапарту предстояло справиться со всем этим, на него выпала задача «прекращения революции» и примирения расколотой страны.
Мало кто осознавал в тот момент, что это был конец Республики и что власть перешла в руки военного диктатора.

## Состав и компетенция

### Квалификация
Состояла из 5 членов (фр. membres du Directoire) (Конституция Французской республики 1795 года, артикль 132).
Кворум заседания директории — 3 члена (Конституция Французской республики 1795 года, артикль 142). Кандидаты в члены Исполнительной директории должны были выдвигаться Советом пятисот и избираться Советом старейшин, сроком на 5 лет, без права переизбрания (Конституция Французской республики 1795 года, артикли 132, 133, 137 и 138).
Членами Исполнительной директории могли быть граждане старше 40 лет, являющиеся членами Законодательного корпуса или министрами; при этом членами директории не могли быть родственники (Конституция Французской республики 1795 года, артикли 135, 136, 139). Каждый член Исполнительной директории является председателем Исполнительной директории (фр. président du Directoire) по очереди в течение только трех месяцев. (Конституция Французской республики 1795 года, артикль 141).
Но никаких правил для избрания председателя Директории не устанавливалось. Ларевельер-Лепо впоследствии вспоминал, что он предложил ротацию председателя в порядке старшинства членов Директории по возрасту, но в итоге первый председатель был избран большинством голосов. Не существует каких-либо доказательств того, что в дальнейшем существовало соглашение о смене председателей в возрастном порядке, но, по крайней мере, первоначально члены Директории избирались её председателями именно в этом порядке: Рёбелль (родился 8 октября 1747), Летурнер (15 марта 1751), Лазар Карно (13 мая 1753), Ларевельер-Лепо (24 августа 1753), Поль Баррас (30 июня 1755). Пост председателя имел скорее церемониальный характер и не накладывал никаких дополнительных полномочий, кроме хранения печати, публичных выступлений на национальных праздниках и первой подписи на документах, принятых Директорией.
Избирался также секретарь Исполнительной директории (фр. secrétaire du Directoire) (Конституция Французской республики, артикль 143)

### Компетенция
- Распоряжение вооружёнными силами (Конституция Французской республики 1795 года, артикль 144);
- Назначение главнокомандующих (Конституция Французской республики 1795 года, артикль 146)
- Назначение министров (Конституция Французской республики 1795 года, артикль 148)
- Назначение сборщиков прямых налогов (фр. receveur des impositions directes) в каждом департаменте (Конституция Французской республики 1795 года, артикль 153)
- Назначение начальников управлений по сбору косвенных налогов (фр. chef aux régies des contributions indirectes) (Конституция Французской республики 1795 года, артикль 154)
- Назначение администрации национальных имений (фр. l’administration des domaines nationaux) (там же);

### Члены директории
На первых выборах избраны в члены Директории:
- Луи-Мари де Ла Ревельер-Лепо
- Этьен Франсуа Ле Турнёр
- Жан-Франсуа Рёбелль
- Эммануэль-Жозеф Сийес
- Поль Франсуа Жан Никола, виконт де Баррас

Из-за отказа Сийеса занять пост, он был замещён Лазаром Карно. Через год из состава Директории вышел Ле Турнёр, которого сменил Франсуа Бартелеми.
В 1797 году, во время переворота 18 фрюктидора (4 сентября), Бартелеми и Карно попали в число осуждённых к изгнанию и замещены Мерленом из Дуэ и Франсуа де Нёфшато; последний в следующем году замещен Жан-Батистом Трельяром, а ещё через год место Рёбелля занял Сийес. Новые выборы в Совет пятисот и Совет старейшин в апреле 1798 года принесли победу республиканцам-демократам, включавшим и якобинцев, после чего Директория 22 флореаля (11 мая 1798) аннулировала итоги выборов.
Однако новый переворот 30 прериаля VII года (18 июня 1799 года) вновь изменил состав Директории. Выборы Трельяра были аннулированы, Ла Ревельера-Лепо и Мерлена заставили подать в отставку; новыми членами Директории были избраны Луи Жером Гойе, Роже Дюко и Жан Франсуа Огюст Мулен.
Таким образом, к моменту переворота 18 брюмера единственным постоянным членом Директории был только Поль Баррас, а всего за 4 года в составе Директории побывало 13 человек.